# هرمز کهنه

ملوک هرمز در دوره ملوک الطوایفی

هرمز کهنه که هرمز بری (خشکی)، نابند و دیوان‌خانه نیز نامیده شده، شهری در نزدیکی میناب کنونی واقع بر کرانه‌های سرزمین اصلی ایران و مرکز ملوک هرمز در دوره مغولان بود. این شهر تاریخی در ۶۰ کیلومتری جزیره هرمز قرار داشت و تا سال ۱۳۰۱ میلادی که مرکز حکومت ملوک هرمز برای در امان ماندن از حملات مغول‌ها و ترک‌ها به جزیره منتقل شد، رونق داشت.
در سال ۱۳۰۱ میلادی، ساکنان هرمز کهنه به رهبری ملک بهاءالدین ایاز و همسرش بی‌بی مریم هرمز کهنه را رها کردند و به جزیره مهاجرت نمودند. بدین ترتیب شهر جدیدی در منتهی الیه شمالی جزیره ساخته شد که چند سالی به نام هرمز نو نامیده می‌شد تا آن را از شهر قدیمی در سرزمین اصلی متمایز کند تا اینکه این هرمز کهنه به ویرانه تبدیل شد. کم‌کم نام شهر جدید برای جزیره نیز مورد استفاده قرار گرفت.